# Epichiel

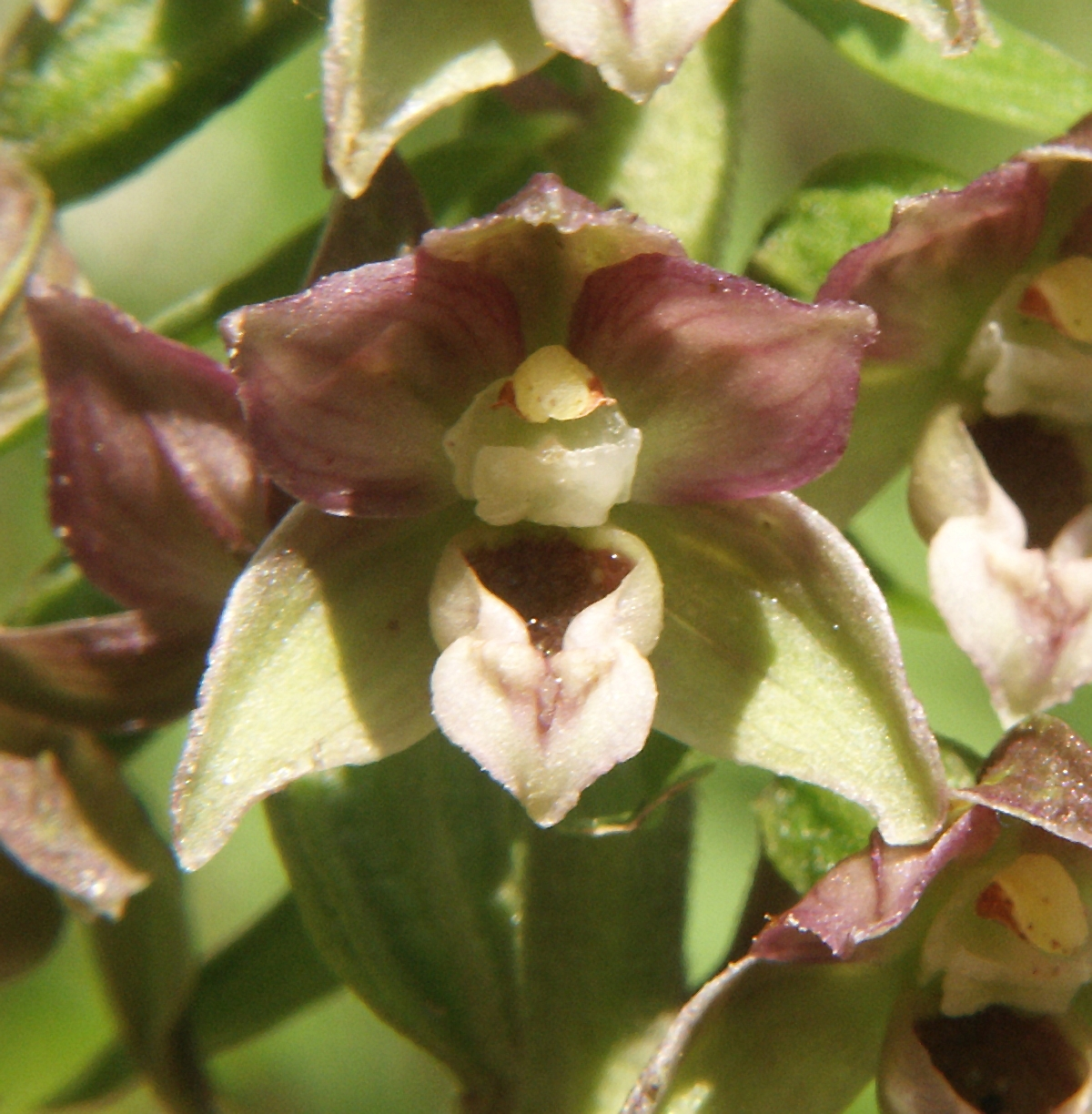
Brede wespenorchis (Epipactis helleborine) met hartvormige epichiel

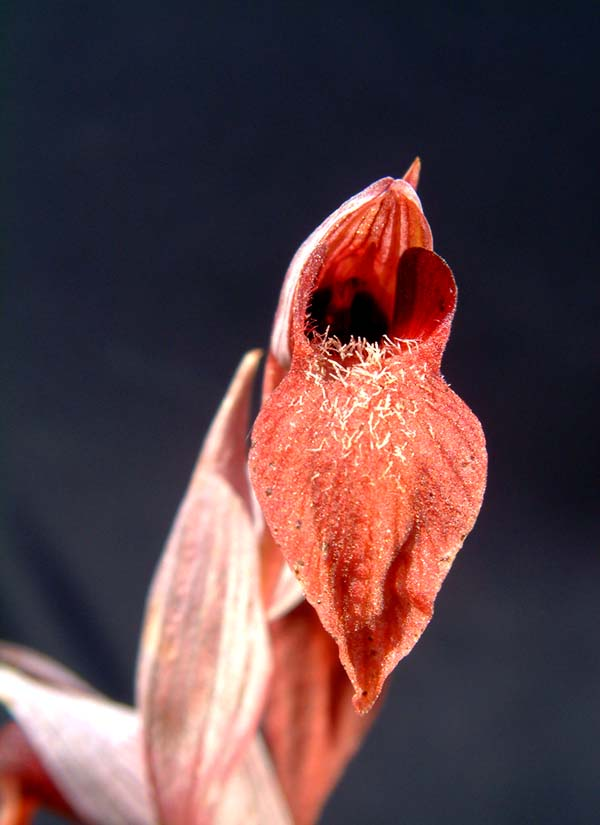
Tongorchis (Serapias istriaca) met een opvallende rode tongvormige epichiel

De epichiel is een onderdeel van bloem van orchideeën.
Het is het distale (het verst van de bloembodem gelegen) deel van de lip. Het komt voor bij onder meer wespenorchissen en bosvogeltjes. De epichiel vormt voor bestuivers, zoals wespen en bijen, een landingsplatform waarop de dieren kunnen neerstrijken. 
De epichiel is met een insnoering vast of beweeglijk verbonden aan de hypochiel.